# STS-89

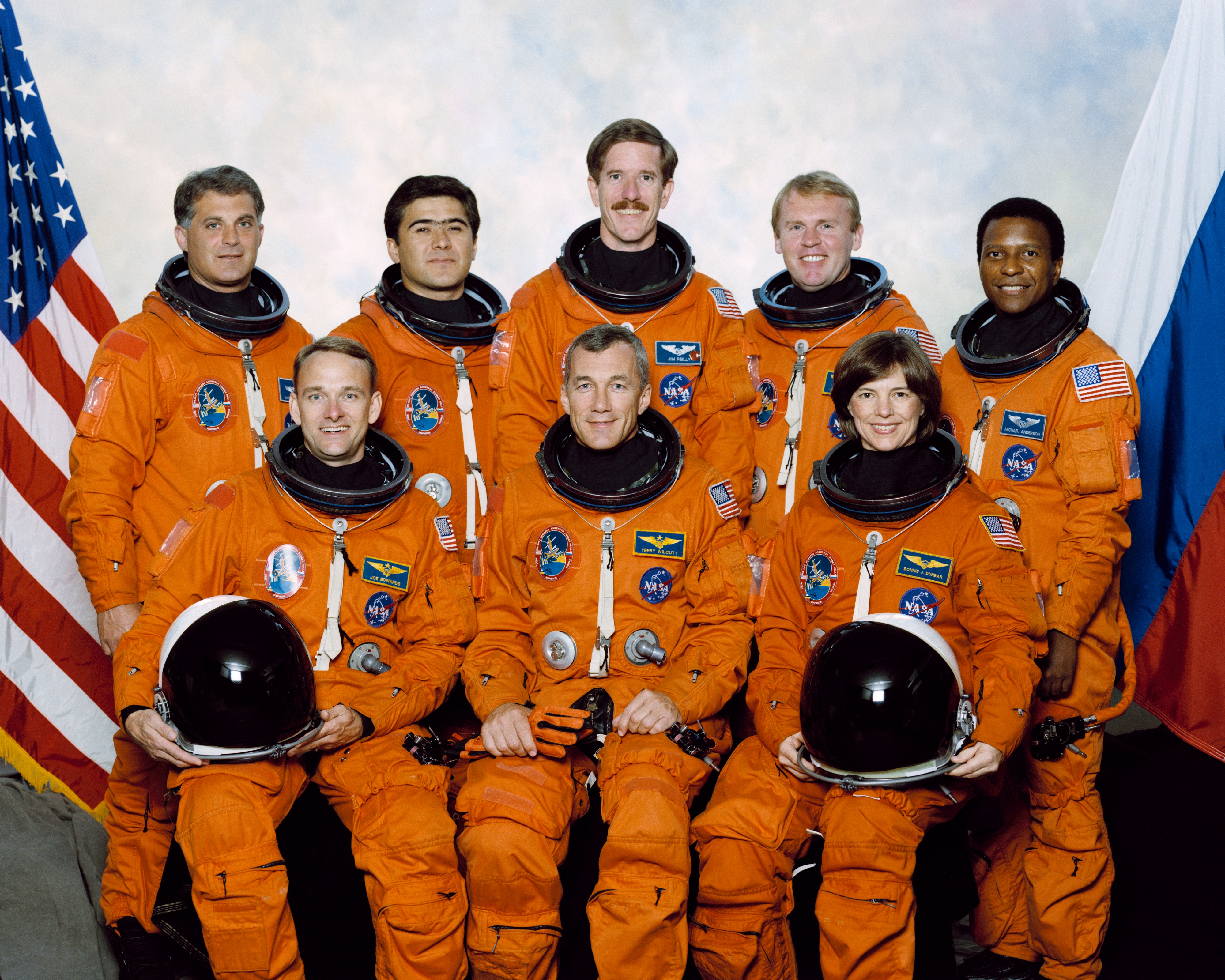
Екіпаж STS-89

 STS-89 — 89-й старт шатлів у рамках програми «Спейс Шаттл» і 12-й космічний політ шатла «Індевор», здійснений 23 січня 1998 року. До програми входило восьме за рахунком стикування шатла з російською орбітальною станцією «Мир», доставка і повернення вантажів, ротація астронавтів на станції. Астронавти провели в космосі близько 9 днів і успішно приземлилися на авіабазі Едвардс 31 січня 1998 року.

## Екіпаж
- (НАСА): Терренс Уілкатт (англ. Terrence W. Wilcutt) (3)[2] — командир.
- (НАСА): Джо Едвардс (англ. Joe F. Edwards, Jr.) (1) — пілот.
- (НАСА): Джеймс Райлі (англ. James F. Reilly) (1) — фахівець польоту.
- (НАСА): Майкл Андерсон (англ. Michael Phillip Anderson) (1) — фахівець польоту.
- (НАСА): Бонні Данбар (англ. Bonnie Jeanne Dunbar) (5) — фахівець польоту.
- (ФКА) Саліжан Шаріпов (1) — фахівець польоту; старт.
- (НАСА): Енді Томас (англ. Andrew Thomas) (2) — фахівець польоту; посадка.
- (НАСА): Девід Вулф (англ. David Alexander Wolf) (2) — фахівець польоту.